# Le Chevalier du labyrinthe
 (mars 2012).
Si vous disposez d'ouvrages ou d'articles de référence ou si vous connaissez des sites web de qualité traitant du thème abordé ici, merci de compléter l'article en donnant les références utiles à sa vérifiabilité et en les liant à la section « Notes et références ».
Le Chevalier du labyrinthe (Knightmare) est un jeu télévisé français d'origine britannique. 26 émissions seront diffusées le mercredi et rediffusées le samedi du 19 septembre 1990 au 6 mars 1991. Puis rediffusion jusqu'au 31 août 1991 sur Antenne 2.

## Historique
Le Chevalier du labyrinthe est adapté du format britannique Knightmare, créé par Tim Child diffusé du 7 septembre 1987 au 11 novembre 1994 sur ITV en Grande-Bretagne.

## Déroulement du jeu
À chaque épisode d'une vingtaine de minutes, il y a une équipe de quatre préadolescents (dénommés chevaliers). Au début du jeu, un membre de l'équipe est désigné pour être le Chevalier du labyrinthe qui doit chercher un trésor ; il porte un casque qui le rend aveugle et est alors envoyé dans le labyrinthe généré par un ordinateur en reprenant la technique de l'incrustation. Les trois autres coéquipiers le guident, lui disent où aller. Les participants devaient résoudre des puzzles et des énigmes données par différents personnages du labyrinthe tout en accumulant des indices pour la phase finale de la partie.
Si le Chevalier fait une erreur, comme marcher dans une flamme, il « meurt ». Un autre membre de l'équipe entre dans le labyrinthe pour le remplacer. Si trois membres de l'équipe sont « morts », l'équipe a perdu.
Dans la phase finale, le Chevalier du labyrinthe enlève son casque et résout un dernier puzzle dans une limite de temps (représentée par la mèche d'une bombe). S'il y parvient, le candidat libère une épée enchantée et l'équipe gagne un prix, généralement des consoles de jeux vidéo (Master System) avec un jeu du sponsor Sega.

## Les personnages
- Le Maître du Château - Le présentateur de l'émission, joué par Georges Beller, à qui il arrive de donner quelques conseils à l'équipe.
- Merlin - Ce sorcier pose les deux questions auxquelles l'équipe doit répondre pour aller en finale. Il est interprété par René Lafleur.
- Morgane - Une fée qui permet de faire voir à Merlin, si l'équipe peut répondre correctement à ses questions. Jouée par Véronique Moest dans la saison 1, et Marine Jolivet dans la saison 2.
- Mandragore - Une sorcière jouée par Chantal Garrigues .
- Crom - Ce monstre qui vit dans les murs pose des questions aux chevaliers. Doublé par René Lafleur.
- Laelith - La version féminine de Crom. Doublée par Chantal Garrigues.
- Tharock- Un sorcier maléfique qui déteste Merlin et les chevaliers. Il est interprété par René Lafleur.
- Bouffon - Un bouffon joué par Lionel Muzin.
- Iselle - Une princesse. Jouée par Véronique Moest dans la saison 1, et Marine Jolivet dans la saison 2
- Velda - Une guerrière jouée par Véronique Moest dans la saison 1, et Marine Jolivet dans la saison 2.
- Le corbeau - Un corbeau qui pose des énigmes aux chevaliers, doublé par Lionel Muzin.
- Tasdos - Un squelette joué par Lionel Muzin.

## Jeu de société
Le jeu télévisé a été adapté en jeu de société en 1990 par MB.